# Vorgangsverb
Vorgangsverben bilden eine Bedeutungsklasse von Verben. Es handelt sich um Verben, die eine dynamische, sich verändernde Situation bezeichnen, die aber keine Handlung eines belebten Verursachers ist.  Hinsichtlich der Dynamik der Situation stehen Vorgangsverben folglich in einem Kontrast zu Zustandsverben, hinsichtlich des Fehlens von Kontrolle eines bewussten Verursachers (Agens) stehen sie  im Kontrast zu Tätigkeitsverben. Vorgangsverben können einen festen Endpunkt des Vorgangs angeben (telische Verben) oder nicht (atelische Verben).
Beispiele
- Atelische Vorgangsverben, ohne Begrenzung der Situation: wachsen, schlafen
- Telische Vorgangsverben, mit Begrenzung der Situation: erfrieren, sich auflösen; aufblühen (Eintritt des Blühens: inchoatives Verb)